# Lai Pandak
Lai Pandak is een bestuurslaag in het regentschap Oost-Soemba van de provincie Oost-Nusa Tenggara, Indonesië. Lai Pandak telt 978 inwoners (volkstelling 2010).